# ماریو بالوتلی
ماریو بالوتلی باروآه(تلفظ ایتالیایی: [ˈma:rjo baloˈtɛlli]; né باروآه؛ زاده ۱۲ اوت ۱۹۹۰)، بازیکن فوتبال اهل ایتالیا است که در پست مهاجم بازی می‌کند.
وی فوتبالش را در لومتزانه آغاز کرد و ۲ بازی نیز برای تیم اصلی این باشگاه انجام داد و متعاقباً به اینتر میلان پیوست. منچسترسیتی، میلان، المپیک مارسی از دیگر باشگاه‌هایی هستند که در آن ها بازی کرده است. او به همراه تیم ملی فوتبال ایتالیا حضور در جام ملت‌های اروپا ۲۰۱۲ و جام جهانی ۲۰۱۴ را نیز در کارنامهٔ ورزشی خود دارد.

## دوران باشگاهی

### لومتزانه
بالوتلی فوتبالش را در لومتزانه آغاز کرد. در ۱۵ سالگی به تیم اصلی راه یافت و نخستین بازی‌اش را برابر پادوا در سری سی در تاریخ ۲ آوریل ۲۰۰۶ انجام داد.

### اینتر میلان
بالوتلی پس از گذراندن یک آزمون ناموفق در بارسلونا در ۱۵ سالگی، به صورت قرضی با خرید نیمی از مالکیت او به قیمت ۱۵۰٬۰۰۰ یورو در سال ۲۰۰۶ به اینتر پیوست. در ژوئن ۲۰۰۷ نیمی دیگر از مالکیت او را به قیمت ۱۹۰٬۰۰۰ یورو خرید. در ۸ نوامبر ۲۰۰۷، بالوتلی در بازی دوستانه‌ای که به مناسبت ۱۵۰ سالگی باشگاه فوتبال شفیلد برابر شفیلد یونایتد در ورزشگاه برامال لین برگزار شد، شرکت کرد. بالوتلی در این بازی که با نتیجه ۵–۲ به پایان رسید، موفق شد دو بار دروازه حریف را باز کند. نخستین بازی او در سری آ پس از ورود به زمین به جای دیوید سوازو در ۱۶ دسامبر ۲۰۰۷، در برد ۲–۰ برابر کالیاری انجام گرفت.

### منچستر سیتی
پس از هفته‌ها حدس و گمان، سرانجام در ۱۲ اوت ۲۰۱۰، اینتر با منچستر سیتی بر سر انتقال بالوتلی با قیمت ۲۱٫۸ میلیون یورو به توافق رسید.

### میلان
در تاریخ ۲۹ ژانویه ۲۰۱۳ ماریو بالوتلی با قراردادی ۴٫۵ ساله به ارزش ۲۲ میلیون یورو به میلان ایتالیا پیوست.

### لیورپول
در تاریخ ۲۱ اوت ۲۰۱۴ باشگاه میلان با مبلغ ۱۶ میلیون پوند پذیرفت، ماریو بالوتلی به لیورپول بپیوندد. این قرارداد درتاریخ ۲۵ اوت ۲۰۱۴ به امضا رسید.

## افتخارات

### باشگاهی
اینترمیلان
- سری آ(۳): ۰۸–۲۰۰۷، ۰۹–۲۰۰۸، ۱۰–۲۰۰۹
- جام حذفی فوتبال ایتالیا(۱): ۱۰–۲۰۰۹
- سوپر جام فوتبال ایتالیا(۱): ۲۰۰۸
- لیگ قهرمانان اروپا(۱): ۱۰–۲۰۰۹

منچستر سیتی
- لیگ برتر فوتبال انگلستان(۱): ۱۲–۲۰۱۱
- جام حذفی فوتبال انگلستان(۱): ۱۱–۲۰۱۰

### ملی
ایتالیا
- جام ملت‌های اروپا: ۲۰۱۲ نایب قهرمان
- جام کنفدراسیون‌ها: ۲۰۱۳ عنوان سوم

### افتخارات شخص
- پسر طلایی اروپا:۲۰۱۰
- تیم منتخب یورو ۲۰۱۲:۲۰۱۲
- تیم منتخب فصل سری آ:۲۰۱۳–۲۰۱۲

## گل‌های ملی
| تعداد | تاریخ           | ورزشگاه                                         | حریف          | گل زده | نتیجه | رقابت                  |
| ----- | --------------- | ----------------------------------------------- | ------------- | ------ | ----- | ---------------------- |
| ۱.    | ۱۱ نوامبر ۲۰۱۱  | ورزشگاه شهری وروتسواف، وروتسواف، لهستان         | لهستان        | ۰–۱    | ۰–۲   | بازی دوستانه           |
| ۲.    | ۱۸ ژوئن ۲۰۱۲    | ورزشگاه شهری پوزنان، پوزنان، لهستان             | جمهوری ایرلند | ۰–۲    | ۰–۲   | یورو ۲۰۱۲              |
| ۳.    | ۲۸ ژوئن ۲۰۱۲    | ورزشگاه ملی ورشو، ورشو، لهستان                  | آلمان         | ۰–۱    | ۱–۲   | یورو ۲۰۱۲              |
| ۴.    | ۲۸ ژوئن ۲۰۱۲    | ورزشگاه ملی ورشو، ورشو، لهستان                  | آلمان         | ۰–۲    | ۱–۲   | یورو ۲۰۱۲              |
| ۵.    | ۱۶ اکتبر ۲۰۱۲   | ورزشگاه سن سیرو، میلان، ایتالیا                 | دانمارک       | ۱–۳    | ۱–۳   | مقدماتی جام جهانی ۲۰۱۴ |
| ۶.    | ۲۱ مارس ۲۰۱۳    | ورزشگاه ژنو، ژنو، سوئیس                         | برزیل         | ۲–۲    | ۲–۲   | بازی دوستانه           |
| ۷.    | ۲۶ ژوئن ۲۰۱۳    | ورزشگاه ملی تاکالی، تاکالی، مالت                | مالت          | ۰–۱    | ۰–۲   | مقدماتی جام جهانی ۲۰۱۴ |
| ۸.    | ۲۶ ژوئن ۲۰۱۳    | ورزشگاه ملی تاکالی، تاکالی، مالت                | مالت          | ۰–۲    | ۰–۲   | مقدماتی جام جهانی ۲۰۱۴ |
| ۹.    | ۱۶ ژوئن ۲۰۱۳    | ورزشگاه ماراکانا، ریو دو ژانیرو، برزیل          | مکزیک         | ۱–۲    | ۱–۲   | جام کنفدراسیون‌ها ۲۰۱۳  |
| ۱۰.   | ۱۹ ژوئن ۲۰۱۳    | ورزشگاه ایتایپاوا آرنا پرنامبوکو، ریسیفی، برزیل | ژاپن          | ۲–۳    | ۳–۴   | جام کنفدراسیون‌ها ۲۰۱۳  |
| ۱۱.   | ۱۰ سپتامبر ۲۰۱۳ | ورزشگاه یوونتوس، تورین، ایتالیا                 | چک            | ۱–۲    | ۱–۲   | مقدماتی جام جهانی ۲۰۱۴ |
| ۱۲.   | ۱۵ اکتبر ۲۰۱۳   | ورزشگاه سن پائولو، ناپل، ایتالیا                | ارمنستان      | ۲–۲    | ۲–۲   | مقدماتی جام جهانی ۲۰۱۴ |
| ۱۳.   | ۱۴ ژوئن ۲۰۱۴    | ورزشگاه آرنا آمازونیا، مانائوس، برزیل           | انگلستان      | ۱–۲    | ۱–۲   | جام جهانی ۲۰۱۴         |
| ۱۴.   | ۲۸ مه ۲۰۱۸      | ورزشگاه کایبان پارک، سنت گالن، سوئیس            | عربستان سعودی | ۱-۰    | ۲–۱   | بازی دوستانه           |